# Операционный блок

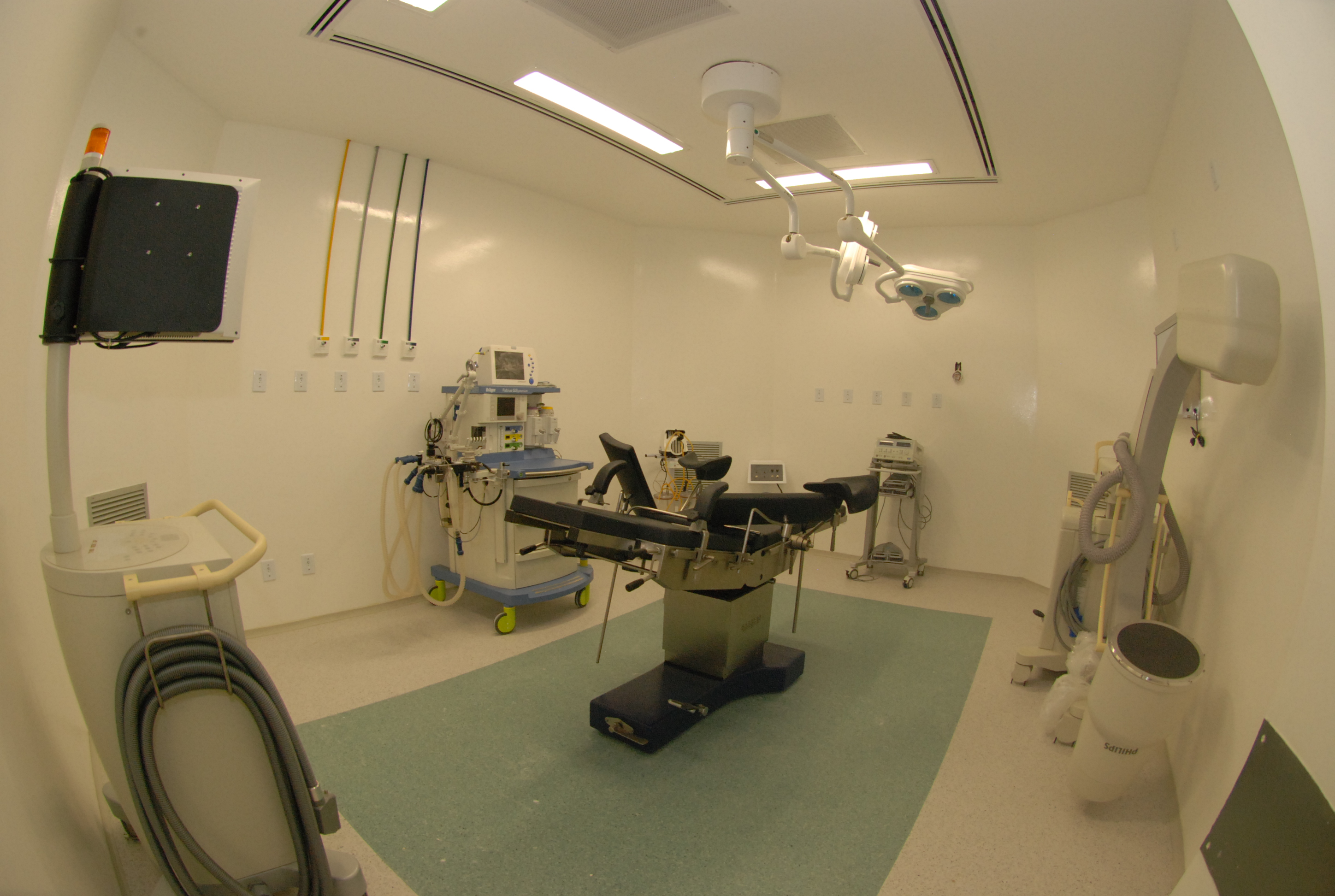

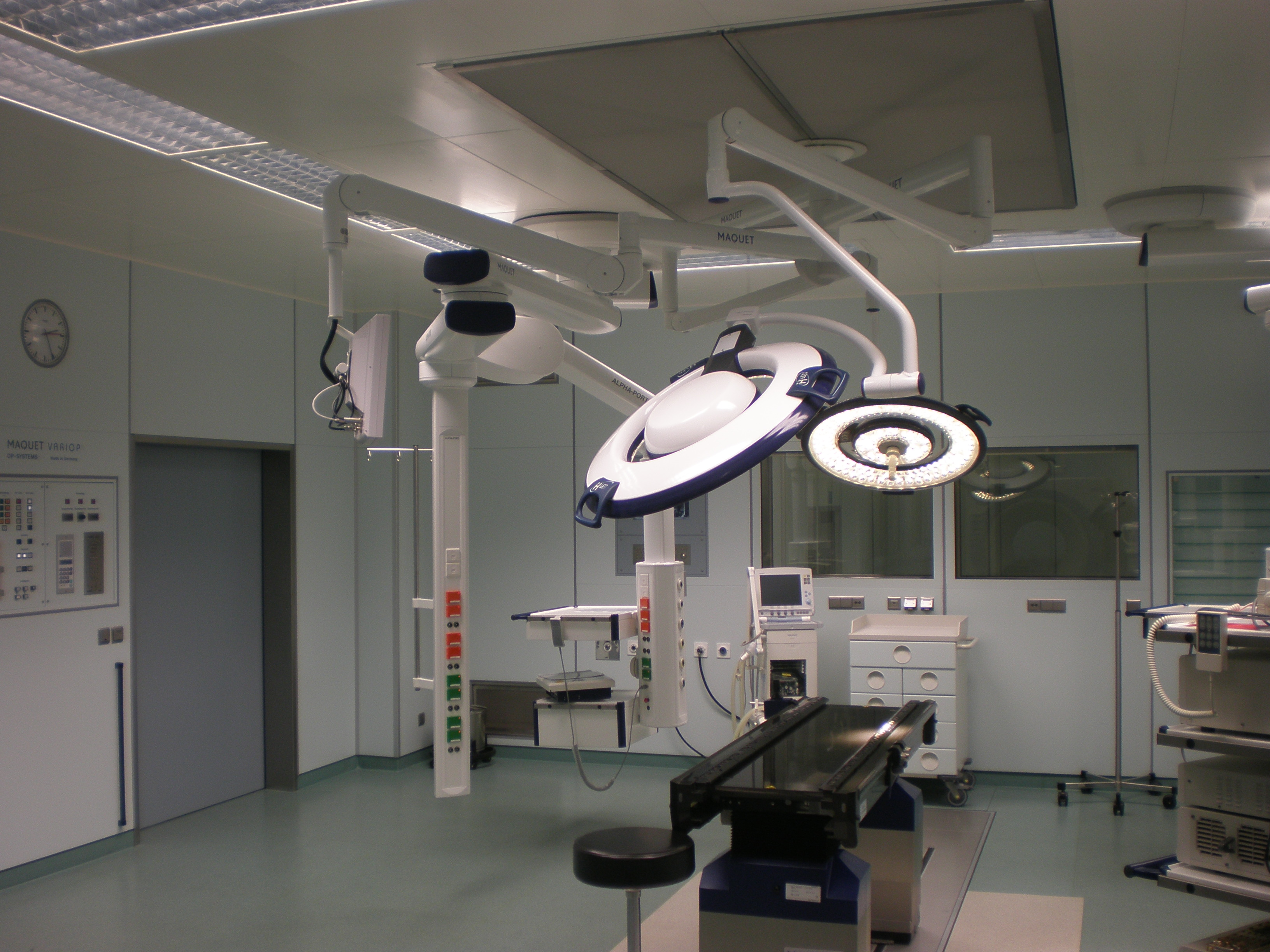
Операционная: «чистое помещение», оснащенное операционными светильниками, операционным столом и подвесными консолями.

Операцио́нный блок — отделение медицинского учреждения (операционного отделения), в котором проводятся оперативные вмешательства в стерильных условиях.
Операционные являются достаточно просторным помещением, удобным для тщательной уборки, и снабжены хорошим бестеневым, рассеянным освещением в виде операционных светильников, могут оснащаться различным медицинским оборудованием, в частности, медицинскими мониторами. Операционные проектируются и выполняются как с естественным дневным освещением, так и без окон, и имеют контроль за температурой воздуха и влажностью. В них создаётся несколько повышенное давление, воздух в помещении фильтруется.
Основным оборудованием является операционный стол и оборудование для анестезии. Кроме того, имеются столы для медицинских инструментов и операционные светильники. Иногда также применяются подвесные потолочные консоли, перекладчики пациентов и тому подобное.
Структурно операционный блок состоит из операционных, предоперационных, помещений для хранения инвентаря, помещений отдыха персонала. Современный операционный блок построен по принципу чистых помещений, с разделением на «чистые» и «грязные» зоны для профилактики периоперационных инфекционных осложнений.